# Konrad von Konstanz

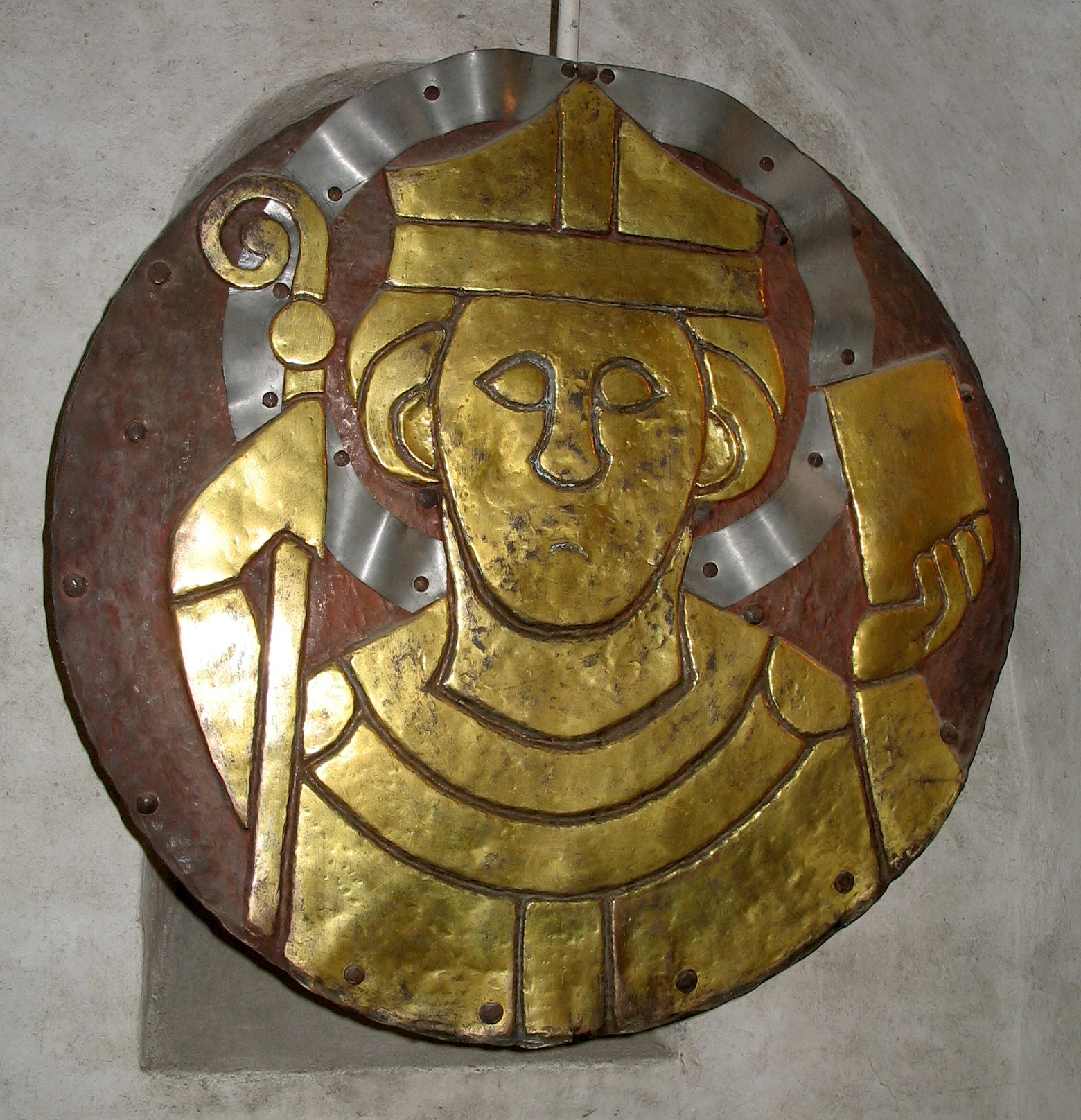
Vergoldete Konrad-Scheibe vom Ostgiebel des Konstanzer Münsters (12./13. Jh.)

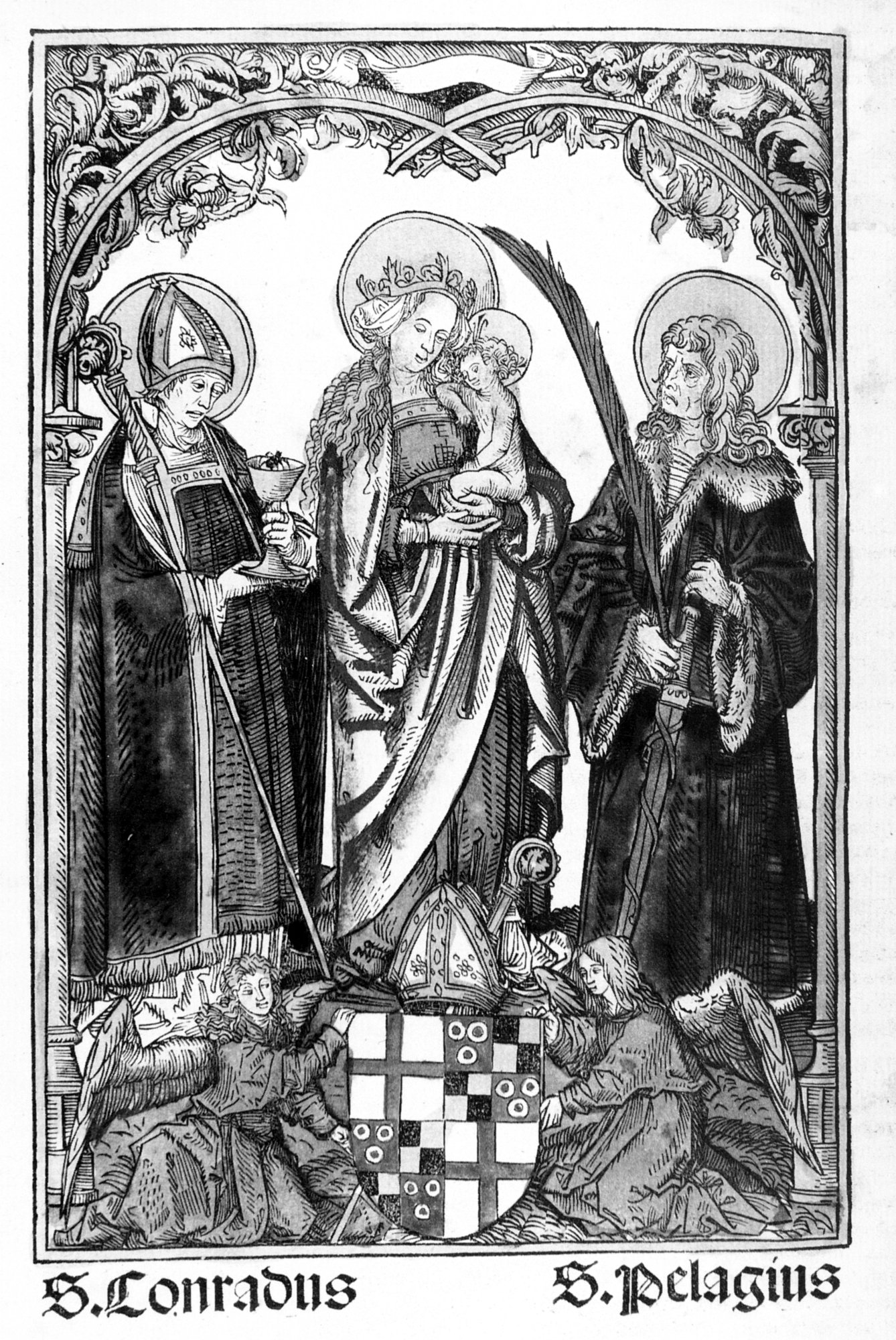
Die Konstanzer Diözesanpatrone Konrad (links; mit seinem Attribut, dem Kelch mit Spinne), Maria und Pelagius auf einem Missale von 1505.

Konrad von Konstanz, auch Konrad I. von Altdorf (* um 900; † 26. November 975) war von 934 bis 975 Bischof im Bistum Konstanz und wird seit 1123 als Heiliger verehrt. Er war von 934 oder 936 bis 975 auch Abt im Kloster Rheinau.

## Leben
Der Welf Konrad wird um das Jahr 900 geboren worden sein. Er erhielt im Konstanzer Domkapitel seine geistliche Ausbildung, trat in die Kanonikergemeinschaft ein und wurde 934 von seinen Mitkanonikern und unter Einflussnahme des Augsburger Bischofs Ulrich von Augsburg (923–973) zum Bischof von Konstanz gewählt.
Als Bischof und somit als Teil der ottonischen Reichskirche finden wir Konrad zumindest sporadisch in Beziehungen zum Königtum Ottos I. des Großen (936–973). So war Konrad an der Romfahrt und Kaiserkrönung des Herrschers im Winter 961/962 beteiligt, und die von ihm neben dem Konstanzer Münster erbaute Mauritiusrotunde verweist auf den Reichsheiligen des 10. Jahrhunderts Mauritius.
Weitere Reisen führten Konrad wiederum nach Rom und nach Jerusalem, wohin er drei Mal pilgerte. Sie dienten unter anderem der Einbringung von Reliquien. Romidee und Jerusalemidee bestimmten dann das Bauprogramm, das der Bischof in seiner Stadt durchführte, deren Gründung er zu Recht für die römische Zeit annahm. Als Vorbild für die Kirchengründungen dienten ihm die Patriarchalbasiliken Roms: Vor der Stadt ließ Konrad analog zu San Paolo fuori le mura eine Paulskirche errichten; in unmittelbarer Nähe der Bischofskirche entstand die Kirche St. Johann entsprechend San Giovanni in Laterano. Die auch vor der Stadt gelegene Laurentiuskirche (später Ratskapelle St. Lorenz; heute nicht mehr existent) ließ er erneuern. Unter dem Eindruck seiner Jerusalemer Pilgerfahrten ließ er die schon erwähnte Mauritiusrotunde als Nachbau der Grabeskirche bauen, die nun als regionales Pilgerziel dienen konnte. Für diese unmittelbar beim Chor der Domkirche gelegene Kapelle richtete er eine Gemeinschaft von zwölf Kanonikern ein, die als dritte Kanonikergemeinschaft neben dem Konstanzer Münster und dem von seinem Amtsvorgänger Salomo III. eingerichtete Stift an der Stephanskirche jedoch nur kurze Zeit Bestand hatte.
Die Heiligen Mauritius und Laurentius – letzterer war der Tagesheilige der berühmten Schlacht auf dem Lechfeld von 955 – weisen auch auf das ostfränkisch-deutsche Reich hin. Der Kaiser Otto I. dankte Konrad in einer Urkunde vom 21. Februar 962, wenige Tage nach seiner Krönung zum Kaiser, mit einer Stiftung an Bischof und Bischofskirche zum Seelenheil des Herrschers und auch des Bischofs. Das damit verbundene gemeinsame Gebetsgedenken offenbarte die engen Bindungen zwischen Bischof und Kaiser, die mit dem Aufenthalt Ottos in der Bischofsstadt Konrads im August 972 und zum Pelagiusfest am 28. dieses Monats ihren Höhepunkt fanden.

## Kanonisation

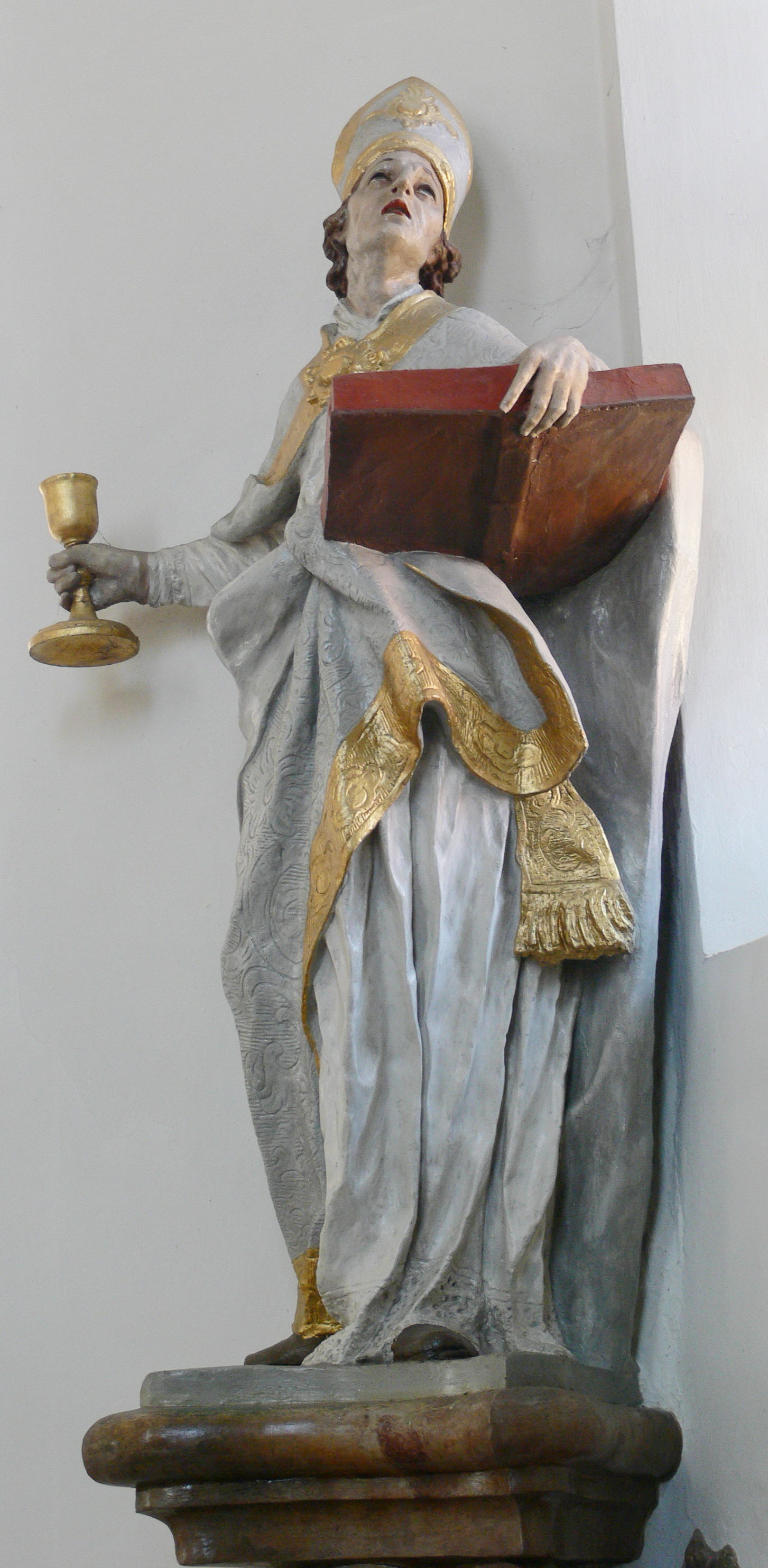
Statue des heiligen Konrad am Hochaltar der Pfarrkirche St. Vinzenz und Konrad in Fronhofen

Hinter der Heiligsprechung Konrads von Konstanz stand zuvorderst der Konstanzer Bischof Ulrich I. (1111–1127), der neben dem „Römer“ Pelagius für Bischofsstadt und Bistum einen „einheimischen“ Heiligen etablieren wollte. Konrad bot sich an, da schon nach dessen Tod zumindest eine örtliche Verehrung einsetzte. Im Jahr 1089 waren von Ulrichs Vorgänger, Bischof Gebhard III. (1084–1110), die Gebeine Konrads von der Mauritiusrotunde in die neu erbaute Domkirche gebracht worden, doch zeitigte diese Translation weiter keine Auswirkungen. Erst Ulrich betrieb die Heiligsprechung Konrads konsequent und ließ durch den Mönch Udalschalk, der infolge der Wirren des fast schon ausklingenden Investiturstreits Augsburg verlassen musste, eine Vita Konradi aufschreiben.
Diese Heiligenvita, die im zweiten Buch zudem Berichte über vom Heiligen ausgehende Wunderheilungen und -errettungen enthält, wurde zusammen mit einem Schreiben des Konstanzer Bischofs, der Petitio um Kanonisation, Papst Kalixt II. (1119–1124) in Rom vorgelegt. Die Reise Udalschalks nach Rom wird dabei auf Frühjahr 1123 zu datieren sein. Das erst nachträglich von Udalschalk aufgeschriebene dritte Buch der Vita Konradi berichtet, wie auf dem Zweiten Laterankonzil (März 1123) zu Gunsten der Kanonisation Konrads entschieden wurde, und zitiert den auch im Original erhaltenen Papstbrief an den Bischof Ulrich vom 28. März 1123. Der Weg zur Erhebung der Gebeine Konrads von Konstanz war damit frei.
Die „eigentliche“ Kanonisation fand auf dem magnus conventus, der „großen Zusammenkunft“ in Konstanz Ende November 1123 statt, als unter Teilnahme von drei Herzögen, vieler Grafen, von Geistlichkeit, Äbten und Mönchen sowie von vielen Gläubigen am 26. November, dem Todestag des Heiligen, in einer aufwändigen liturgischen Feier die Gebeine des Heiligen in einen neuen Schrein umgebettet und der Verehrung ausgesetzt wurden. Die Konstanzer Reliquien wurden allerdings in der Zeit der Reformation vernichtet. Das Hochgrab des Konrad mit einem lebensgroßen Ganzkörperrelief findet sich in der Konradikapelle im Konstanzer Münster.

## Gedenktag
Der Gedenktag für Konrad von Konstanz im Evangelischen Namenkalender, im römisch-katholischen Regionalkalender für das deutsche Sprachgebiet und im orthodoxen Heiligenkalender ist der 26. November.
Konrad ist Patron des Erzbistums Freiburg.

## Attribute

Spinne auf dem Kelch, aus dem der hl. Konrad trank

Konrad wird häufig mit einem Kelch dargestellt, auf welchem eine Spinne sitzt. Einer im Mittelalter entstandenen Legende zufolge soll Konrad, als während einer Messe eine Spinne in den Messwein fiel, diese mitgetrunken haben, da er den bereits gewandelten Wein nicht wegschütten wollte  oder durfte. Später sei die Spinne unbeschadet wieder aus seinem Mund gekommen und freigelassen worden.